# Mein Kampfunk
Mein Kampfunk je třetí studiové album české skupiny J.A.R. Vydáno bylo v roce 1997 společností Bonton a jeho producentem byl vůdce skupiny Roman Holý. Jde o první album kapely, na kterém se podílel zpěvák Dan Bárta. Kromě členů skupiny se na albu podíleli i další hudebníci, včetně Američanů Michaela Blanda a Macea Parkera.

## Seznam skladeb
1. Hnědojed
2. Kriminál
3. Moj swiat
4. Maskérka & herečka
5. Maksimig
6. Balón je kulat
7. Schyzm
8. Lesem se nese skepse
9. Babička
10. Jehova
11. Dr. Funkenstein to mydlí – to!
12. Čertík

## Obsazení
J.A.R.
- Roman Holý – zpěv, varhany, elektrické piano, syntezátor, efekty
- Dan Bárta – zpěv
- Michael Viktořík – hlas
- Oto Klempíř – hlas
- Miroslav Chyška – kytara
- Marek Minárik – baskytara
- Pavel Zbořil – bicí
- Karel Růžička mladší – saxofon

Ostatní
- Filip Jelínek – pozoun
- Radek Kašpar – saxofon
- Maceo Parker – saxofon
- Michael Bland – bicí
- Jaroslav Halíř – trubka
- Kamil Paprčka – trubka
- Pavel Pivarči – altsaxofon, barytonsaxofon
- Věra Gondolánová – zpěv